# Eusebio Di Francesco
Eusebio Luca Di Francesco (Pescara, 8 de setembro de 1969) é um treinador e ex-futebolista italiano que atuava como meio-campista. Atualmente comanda o Lecce.

## Carreira como jogador

### Clubes
Por clubes, Di Francesco, que disputou 577 partidas como meio-campista entre 1987 e 2005, e iniciou sua carreira no Empoli. Após boas passagens por Lucchese e Piacenza, chamou a atenção da Roma, clube que o contratou em 1997 e onde o jogador conquistaria seu único título: a Serie A de 2000–01, deixando os giallorossi ao final do campeonato, quando voltaria ao Piacenza.
Passou ainda pelo Ancona entre 2003 e 2004, integrando o elenco que, embora composto por jogadores conhecidos como Magnus Hedman (goleiro da Seleção Sueca), os defensores Fábio Bilica e Roberto Maltagliati (ex-Napoli e Torino), os meias Luis Helguera (irmão de Iván Helguera), Daniel Andersson (também da Seleção Sueca), Dino Baggio (ex-Seleção Italiana) e Milan Rapaić (jogador da Seleção Croata), além dos atacantes Jardel (ídolo de Grêmio, Porto e Galatasaray), Goran Pandev e Maurizio Ganz (ex-jogador de Milan e Internazionale), amargou a lanterna com apenas 13 pontos ganhos. Pelo clube, foram apenas dez jogos e nenhum gol marcado.
Di Francesco encerrou sua carreira em 2005, após 30 jogos e um gol marcado enquanto defendia o Perugia.

### Seleção Italiana
Pela Seleção Italiana, Di Francesco teve poucas chances: foram apenas doze jogos, com um gol marcado. Estreou em setembro de 1998 (dois meses após a Copa do Mundo FIFA de 1998), contra o País de Gales. O único gol marcado pelo meia pela Azzurra foi contra uma seleção de estrelas do futebol, em dezembro do mesmo ano.
A última partida de Di Francesco foi um amistoso entre Itália e Portugal, em abril de 2000, dois meses antes da Eurocopa de 2000, a qual não foi convocado.

## Carreira como treinador
Pouco depois de encerrar a carreira como jogador, Di Francesco voltaria à Roma para trabalhar como team manager da equipe, permanecendo até julho de 2006.
Em agosto de 2007, foi escolhido como diretor-esportivo do Val di Sangro, e no ano seguinte iniciaria a carreira de técnico no Virtus Lanciano, onde permaneceu por uma temporada.
Trabalhou ainda em Pescara e Lecce antes de assumir o comando técnico do Sassuolo pela primeira vez, em 2012. Demitido em janeiro de 2014 por conta dos maus resultados, foi recontratado em março para o lugar do demissionário Alberto Malesani, e conseguiu evitar o rebaixamento da equipe. Por conta disto, seu contrato foi renovado até junho de 2016.

### Roma
Di Francesco assumiu o comando da Roma no dia 13 de junho de 2017, substituindo Luciano Spalletti e assinando por duas temporadas. Deixou o clube em março de 2019 após maus resultados na temporada, em especial uma eliminação para o Porto na Liga dos Campeões.

### Cagliari
Foi anunciado como técnico do Cagliari no dia 3 de agosto de 2020.

## Vida pessoal
Seu filho, Federico Di Francesco, nascido em 1994, decidiu seguir a carreira de jogador e atua como atacante. Revelado pelo Pescara em 2013, desde 2023 atua no Palermo.

## Títulos

### Como jogador
Roma
- Serie A: 2000–01

### Como treinador
Sassuolo
- Serie B: 2012–13